# Raiffeisenbank München-Nord
Die Raiffeisenbank München-Nord eG ist eine deutsche Genossenschaftsbank mit Sitz in der bayerischen Stadt Unterschleißheim im Landkreis München.

## Geschichte
Die Raiffeisenbank München-Nord eG ist im Jahr 2003 aus der Fusion der Raiffeisenbank München-Feldmoching e.G. mit dem Sitz in Feldmoching mit der Raiffeisenbank Unterschleißheim-Haimhausen eG hervorgegangen. Im Jahr 1998 fusionierten die Raiffeisenbank Haimhausen eG mit dem Sitz in Haimhausen und die Raiffeisenbank Unterschleißheim-Lohhof eG mit dem Sitz in Unterschleißheim zur Raiffeisenbank Unterschleißheim-Haimhausen eG.
Die ehemalige Raiffeisenbank München-Feldmoching eGmbH fusionierte im Jahr 1971 bereits mit der Raiffeisenbank Garching bei München eGmbH mit dem Sitz in Garching bei München.

## Rechtsverhältnisse
Die Raiffeisenbank München-Nord eG ist im Genossenschaftsregister beim Amtsgericht München unter GnR 394 eingetragen.

## Organisationsstruktur
Rechtsgrundlagen sind das Genossenschaftsgesetz und die durch die Vertreterversammlung beschlossene Satzung. Organe der Bank sind der Vorstand, der Aufsichtsrat und die Vertreterversammlung.

## Sicherungseinrichtung
Die Raiffeisenbank München-Nord eG ist der amtlich anerkannten Sicherungseinrichtung des Bundesverbandes der Deutschen Volksbanken und Raiffeisenbanken GmbH und der zusätzlichen freiwilligen Sicherungseinrichtung des Bundesverbandes der Deutschen Volksbanken und Raiffeisenbanken e.V. angeschlossen.

## Geschäftsausrichtung
Die Raiffeisenbank München-Nord eG betreibt das Universalbankgeschäft. Im Verbundgeschäft arbeitet sie mit der DZ Bank, R+V Versicherung, Bausparkasse Schwäbisch Hall, Teambank, VR Smart Finanz, DZ Hyp und der Union Investment zusammen.

## Geschäftsgebiet
Das Geschäftsgebiet liegt im Norden des Landkreises München, im Südwesten des Landkreises Freising und im Osten des Landkreises Dachau.
An diesen Orten betreibt die Bank Filialen:
- Unterschleißheim (Hauptstelle, jur. Sitz + 3 SB-Geschäftsstellen)
- Feldmoching (Geschäftsstelle)
- Haimhausen (Geschäftsstelle)
- Harthof (Geschäftsstelle)
- Lerchenau (Geschäftsstelle)
- Allach (Geschäftsstelle)
- Fasanerie (Geschäftsstelle)
- Moosach (Geschäftsstelle)
- Günzenhausen (Geschäftsstelle)
- Unterbruck (Geschäftsstelle)